# Aurangabad (Distrikt, Maharashtra)
Der Distrikt Aurangabad (Marathi: औरंगाबाद जिल्हा) ist einer von 35 Distrikten des Staates Maharashtra in Indien.
Die Stadt Aurangabad ist Verwaltungssitz des Distrikts. Die letzte Volkszählung im Jahr 2011 ergab eine Gesamtbevölkerungszahl von 3.701.282 Menschen.

## Bevölkerung
Die städtische Bevölkerung macht 43,77 Prozent der gesamten Bevölkerung aus. Eine klar überwiegende Mehrheit der Bevölkerung sind Hindus. Muslime bilden eine bedeutende Minderheit. Eine weitere zahlenmäßig starke Minderheit sind die Buddhisten. Im Jahr 2001 waren von 2.897.013 Einwohnern 2.030.181 Hindus (70,07 Prozent), 569.516 Muslime (19,66 Prozent) und 247.222 Buddhisten (8,53 Prozent).

### Bedeutende Orte
Einwohnerstärkste Ortschaft des Distrikts ist Aurangabad mit fast 900.000 Bewohnern. Weitere bedeutende Städte mit einer Einwohnerschaft von mehr als 20.000 Menschen sind Sillod, Vaijapur, Paithan, Kannad und Gangapur.